# Чимарико
Чимарико (на английски: Chimariko) е малко Калифорнийско индианско племе живяло главно в тясната 40 километрова ивица земя в каньона на река Тринити в северозападна Калифорния в 7 села. Говорели свой език класифициран към Севернохоканските езици. Не са имали никаква политическа организация и подразделения. Сьомгата била основен източник на храна.
Племето е сериозно засегнато от проникването на белия човек, особено по време на Калифорнийската златна треска. Преди срещата им с белите наброявали около 1000 души. До 1849 г. останали едва около 250. До към 1860 г. постоянните конфликти с миньорите водят до почти пълното им изчезване. Оцелелите се преместват да живеят при хупа и шаста. Днес не съществуват като самостоятелно племе.